# Касах
Каса́х (арм. Քասաղ) — река в Армении, является левым притоком реки Севджур. Протекает по Арагацотнской и Армавирской областям.

## Название
В разное время река была известна под разными именами. С глубокой древности она называлась Касах, однако после основания на ней поселения Карби, иногда стала называться по имени населённого пункта. Другое название реки — Абаран (арм. Աբարան), на карте 1903 года встречается как Абарансу. В настоящее время река носит название Касах.

## Описание

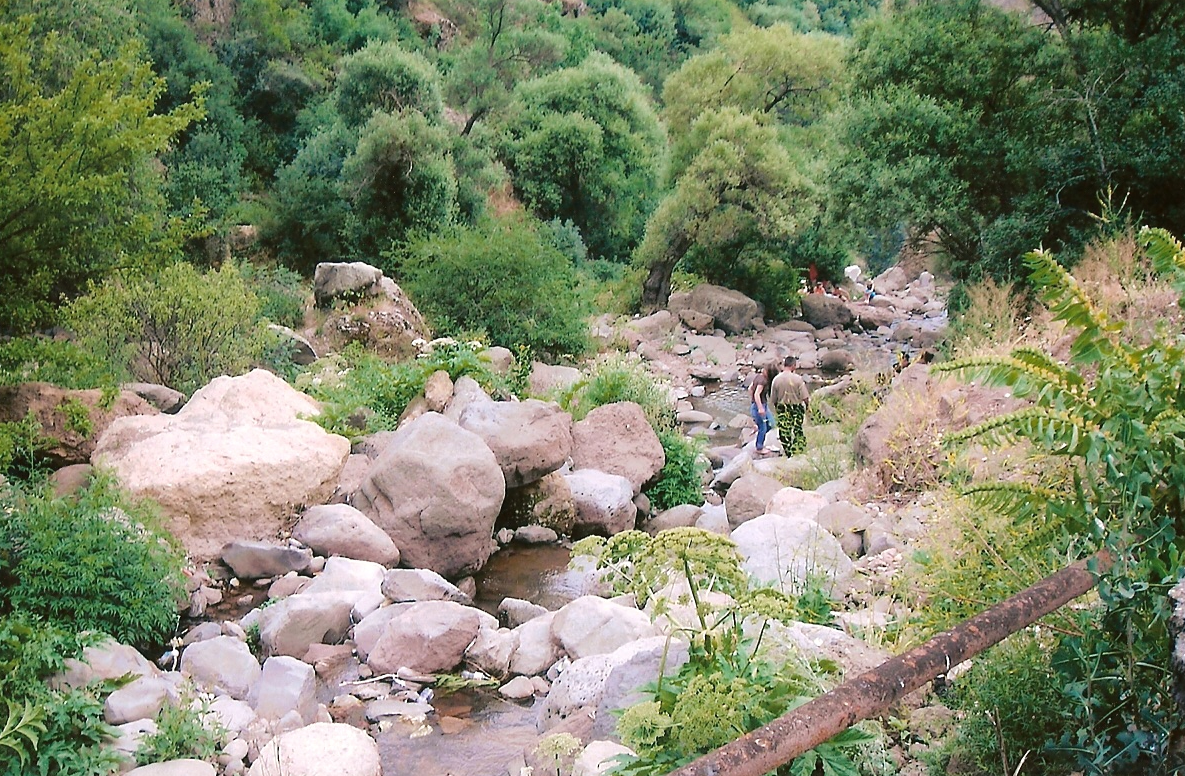

Исток реки расположен на высоте 3200 метров горы Арагац. Основными притоками Касаха являются реки Гехарот и Амберд. В среднем течении Касах образует каньон глубиной до 200 м и протяжённостью 10 км.
В 1962—1967 годах на реке было построено Апаранское водохранилище.
Вдоль течения реки расположены следующие населённыхе пункты:
- Апаран
- Вагаршапат (Эчмиадзин)
- Аштарак
- Ошакан

## Достопримечательности
По правой бровке касахского каньона расположены два средневековых монастыря XIII века — Сагмосаванк и Ованаванк, а также монастырь V—VIII века Аствацнкал.